# 伊豆利彦
伊豆 利彦（いず としひこ、1926年11月10日 - 2017年12月8日 ）は、日本の国文学者。日本近代文学専攻。横浜市立大学名誉教授。

## 略歴
福岡県直方市生まれ。1950年東京大学文学部国文学科卒業。横浜市立大学文理学部助教授、教授。1992年定年退官、名誉教授。日本文学協会に属し、左翼的立場から日本近代文学を研究する。

## 著書
- 『有島武郎』福村書店(国語と文学の教室)　1952
- 『日本近代文学研究』新日本出版社 1979
- 『戦時下に生きる 第二次大戦と横浜』有隣堂(有隣新書) 1980
- 『漱石と天皇制』有精堂出版 1989
- 『夏目漱石』新日本出版社, 1990
- 『戦争と文学 いま、小林多喜二を読む』白樺文学館多喜二ライブラリー 2005

### 共編著
- 『国語がつまらない 文学と教育の広場を』郷静子共編 合同出版 1978
- 『横浜と文学』編著 横浜市立大学一般教育委員会 1992

## 論文
- 伊豆利彦